# 特雷格洛努
特雷格洛努（法語：Tréglonou，法語發音：[tʁeɡlɔnu]）是法国菲尼斯泰尔省的一个市镇，属于布雷斯特区。

## 地理
特雷格洛努（48°33'2"N, 4°32'22"W）面积5.85 平方千米，位于法国布列塔尼大區菲尼斯泰尔省，该省份为法国最西部的省份，位于布列塔尼半岛西部，北西南三面环大西洋，东临阿摩尔滨海省和莫尔比昂省。
与特雷格洛努接壤的市镇（或旧市镇、城区）包括：拉尼利斯、科阿特梅阿勒、普卢甘、普卢维安。

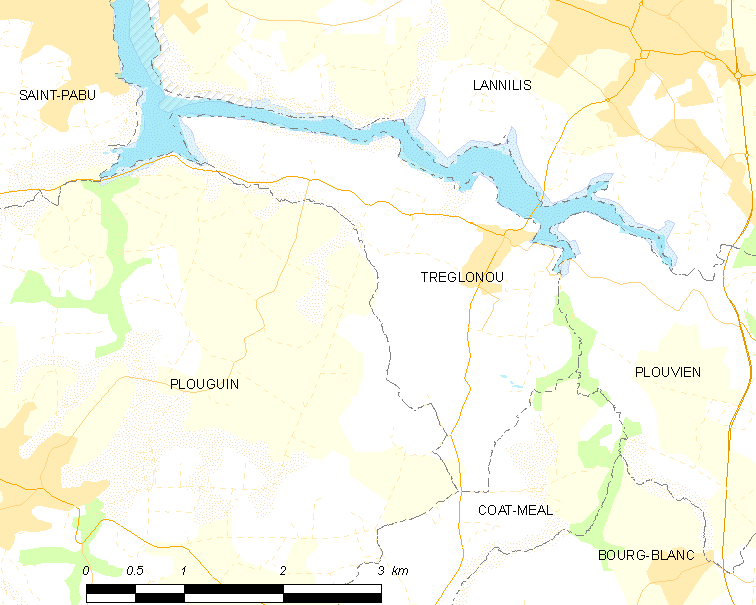
特雷格洛努的OSM定位图

特雷格洛努的时区为UTC+01:00、UTC+02:00（夏令时）。

## 行政
特雷格洛努的邮政编码为29870，INSEE市镇编码为29290。

## 政治
特雷格洛努所属的省级选区为普拉贝内克县。

## 人口

1962-2008年间特雷格洛努人口变化图示

特雷格洛努于2022年1月1日时的人口数量为689人。